# Chaerephon pusillus
Chaerephon pusillus é uma espécie de morcego da família Molossidae. Endêmica de Seychelles, é encontrada em Aldabra. Era considerado sinônimo do C. pumilus até a revisão de Goodman e colaboradores em 2007.